# Ди’Анно, Пол
Пол Ди’Анно (англ. Paul Di'Anno, настоящее имя Пол Эндрюс, англ. Paul Andrews; 17 мая 1958, Чингфорд, Большой Лондон — 21 октября 2024, Солсбери, Юго-Западная Англия) — британский певец и автор песен, наиболее известен как первый вокалист британской хеви-метал группы Iron Maiden (1978—1981). В своей пост-Maiden карьере Ди’Анно записал множество альбомов и как соло-артист, и как участник таких групп как Gogmagog, Di’Anno, Battlezone, Praying Mantis и Killers.

## Биография
Пол Ди’Анно родился 17 мая 1958 года в Чингфорде, пригороде Лондона. Он был старшим из 10 детей (от двух браков) своей матери.

Мой отец умер, а мама снова вышла замуж. Ди’Анно — это фамилия моего отца. Говорят, что первенцы всегда сумасшедшие. Даже моя мама вам это скажет.
Оригинальный текст (англ.)My dad died and my mum remarried. Di'Anno was my dad's name. They say the first born are always the mad ones. Even my mum will tell you that.
— Пол Ди'Анно
После смерти отца семья переехала ближе к Ист-Энду, где Пол и проходил обучение в местной школе. Там же он выступал в качестве вокалиста в нескольких панк-группах, пока не присоединился к Iron Maiden.
21 октября 2024 года лейбл Conquest Music сообщил, что Ди’Анно умер в своём доме в Солсбери. По словам лейбла, «в последние годы Ди’Анно беспокоили серьёзные проблемы со здоровьем, из-за которых он вынужден был выступать в инвалидном кресле».

## Карьера

### Iron Maiden
К этому времени Iron Maiden находились в режиме поиска вокалиста, поскольку незадолго до этого группу покинул Дэннис Уилкок. Вспоминая первое прослушивание Пола, Стив Харрис говорил: «Он начал петь, и я подумал: „Господи Боже! Этот парень и правда хорош“». После первого прослушивания Ди’Анно был принят в группу.
Именно с именем Ди’Анно связаны первые успехи коллектива: запись успешной демо-кассеты The Soundhouse Tapes, издания первого и второго студийных альбомов, выступление вживую в телепрограмме Top of the Pops, совместный тур по Европе с Kiss, а позже — американское и японское турне. Однако, после выпуска альбома Killers Пол был уволен из группы из-за проблем с алкоголем и наркотиками.

### Di’Anno (1983—1985)
После ухода из Iron Maiden Ди’Анно занялся сольной карьерой. Di’Anno стал его первым проектом в этом направлении. Эта группа изначально называлась Lonewolf, но вскоре после конфликта с уже существовавшим коллективом Lone Wolf, они сменили своё название, чтобы в итоге записать единственный одноимённый альбом (который журнал Classic Rock охарактеризовал как «насквозь пропитанный гнилью FM-радиоволн хард-рок») под незамысловатой вывеской Di’Anno. Во время тура Пол отказался играть какие-либо песни Iron Maiden, исполняя только свой собственный материал и некоторые кавер-версии. После скромного успеха тура группа распалась. Единственным её наследием, помимо альбома, стали синглы «Heartuser», «Flaming Heart» (издан лишь в Японии) и шведское издание VHS «Live at the Palace» (переиздано как DVD «Di’Anno Live From London»).

### Gogmagog (1985)
В 1985 году Пол принял участие в несостоявшемся суперпроекте английского предпринимателя от телевизионного и музыкального бизнеса Джонатана Кинга Gogmagog. Помимо Ди’Анно, состав группы дополнили ещё один бывший участник Iron Maiden Клайв Барр, будущий гитарист тех же Maiden и бывший гитарист в группе Гиллана Яник Герс, бас-гитарист Whitesnake Нил Мюррей и Пит Уиллис из Def Leppard. Проект просуществовал недолго, так и не получив достойного контракта, и оставил после себя один виниловый EP «I Will Be There», состоящий из трёх песен и изданный уже после распада коллектива.

## Дискография

### Студийные альбомы
DiAnno:
- 1984 — DiAnno
- 2000 — Nomad

Gogmagog:
- 1985 — I Will Be There (EP)

Battlezone (1986—1989, 1998):
- 1986 — Fighting Back
- 1987 — Children Of Madness
- 1998 — Feel My Pain

Killers:
- 1992 — Murder One
- 1997 — Menace To Society

Paul DiAnno:
- 1995 — The Original Iron Man 1 (совместно с Dennis Stratton)
- 1996 — The Original Iron Man 2 (совместно с Dennis Stratton)
- 1997 — Made In Iron (совместно с Dennis Stratton)
- 1997 — The Worlds First Iron Man
- 1997 — As Hard As Iron
- 2006 — Living Dead
- 2006 — The Classics — The Maiden Years

Wolfpakk:
- 2011 — Wolfpakk — Wolfpakk

Hollywood Monsters:
- 2014— Hollywood Monsters — Big Trouble (бонус трек Fuck You All)

### Концертные альбомы
DiAnno:
- 1984 — Live At The Palace

Killers:
- 1997 — Live In London
- 2001 — Killers Live At The Whiskey

Paul DiAnno:
- 1990 — Live At Last (совместно с Dennis Stratton & Praying Mantis)
- 2001 — The Live Beast
- 2014 — The Beast Arises